# Jimmy Harrold
James George William Harrold (26 tháng 3 năm 1892 – 1950) là một cầu thủ bóng đá người Anh thi đấu ở vị trí centre half có hơn 200 lần ra sân ở Football League cho Leicester City. Ông có 2 lần khoác áo đội tuyển Nghiệp dư Anh. Ông cũng thi đấu cricket và có 11 lần ra sân first-class cho Essex từ năm 1923 đến năm 1928.

## Đời sống cá nhân
Vào tháng 3 năm 1917, trong Thế chiến thứ nhất, Harrold là một thợ máy trong Royal Naval Air Service và được tuyển vào làm trong tàu HMS Daedalus. Sau đó ông chuyển đến RAF Reserve và được xuất ngũ vào tháng 4 năm 1920.

## Thống kê sự nghiệp
| Câu lạc bộ     | Mùa giải       | Giải vô địch         | Giải vô địch | Giải vô địch | Cúp FA | Cúp FA | Tổng | Tổng |
| Câu lạc bộ     | Mùa giải       | Hạng đấu             | Trận         | Bàn          | Trận   | Bàn    | Trận | Bàn  |
| -------------- | -------------- | -------------------- | ------------ | ------------ | ------ | ------ | ---- | ---- |
| Leicester City | 1912–13        | Second Division      | 11           | 0            | 0      | 0      | 11   | 0    |
| Leicester City | 1913–14        | Second Division      | 35           | 1            | 2      | 0      | 37   | 1    |
| Leicester City | 1914–15        | Second Division      | 32           | 5            | 0      | 0      | 32   | 5    |
| Leicester City | 1919–20        | Second Division      | 30           | 0            | 4      | 0      | 34   | 0    |
| Leicester City | 1920–21        | Second Division      | 33           | 1            | 1      | 0      | 34   | 1    |
| Leicester City | 1921–22        | Second Division      | 36           | 0            | 3      | 0      | 39   | 0    |
| Leicester City | 1922–23        | Second Division      | 29           | 0            | 2      | 0      | 31   | 0    |
| Leicester City | Tổng           | Tổng                 | 206          | 7            | 12     | 0      | 218  | 7    |
| Millwall       | 1923–24        | Third Division South | 2            | 1            | 0      | 0      | 2    | 1    |
| Tổng sự nghiệp | Tổng sự nghiệp | Tổng sự nghiệp       | 208          | 8            | 12     | 0      | 220  | 8    |